# Zhong Huandi
Zhong Huandi (China, 28 de junio de 1967) fue una atleta china, especializada en la prueba de 10000 m en la que llegó a ser subcampeona mundial en 1991.

## Carrera deportiva
En el Mundial de Tokio 1991 ganó la medalla de plata en los 10000 metros, con un tiempo de 31:35.08 segundos, llegando a la meta tras la británica Liz McColgan y por delante de su compatriota la también china Wang Xiuting.